# Royal Borough of Kingston upon Thames
Royal Borough of Kingston upon Thames (lyssna (fil)) är en kommun (borough) i sydvästra Storlondon. Den har cirka 168 000 invånare (2022).
Kingston upon Thames består främst av bostadsområden där en medelklass bor. Det finns också ett köpcentrum, en teknisk högskola samt viss lättare industri.
Royal Borough of Kingston upon Thames är det äldsta av de fyra Royal Borough i England. De tre andra är Royal Borough of Kensington and Chelsea och Royal Borough of Greenwich, båda i London och Royal Borough of Windsor and Maidenhead i Berkshire.
Kommunområdets vapensköld porträtterar tre silverlaxar med röd beväring i blått fält, liknande till Ångermanlands och Laholms.

## Distrikt
Distrikt som helt eller delvis ligger i Kingston upon Thames.
- Berrylands
- Canbury
- Chessington
- Coombe
- Hook
- Kingston upon Thames
- Kingston Vale
- Malden Rushett
- Motspur Park
- New Malden
- Norbiton
- Old Malden
- Surbiton
- Tolworth